# Andrei Manyur
Andrei-Cristian Manyur (n. 24 decembrie 1993, București, România) este un portar român care evoluează pentru clubul Dinamo II București.